# Joannes Collette
Johannes Maria Josephus Franciscus Benedictus Collette (Blaricum, 20 maart 1918 – Meerssen, 25 mei 1995) was een Nederlands blokfluitist. Hij staat te boek als "Nederlands eerste echte bespeler" van dat muziekinstrument.
Hij was zoon van (glas)kunstenaar Joan Collette (1889-1958) en Petronella Henrica Maria Antonia Coebergh. Colette was getrouwd met Folkertje de Vries/Folly de Vries (Folly Collette). 
Hij verkreeg zijn opleiding in eerste instantie op de dwarsfluit en wel via Johan Feltkamp. Onderwijs in muziektheorie kreeg hij van Ernest Willem Mulder. Hij schakelde over naar de blokfluit en bespeelde daarvan elke gangbare variant. Hij was al op jonge leeftijd (zestien) op podia te vinden, meest in Den Haag (Museumconcerten) en omgeving Nijmegen. Naast studie in het bespelen daarvan onderzocht hij ook de methodiek achter het muziekinstrument, hetgeen resulteerde in Leidraad voor de altblokfluit, een driedelig werk, gevolgd door eenzelfde boek over de combinatie alt- en sopraanblokfluit onder de titel Samen spelen en studeren. Als fluitist maakte hij deel uit van diverse ensembles op het gebied van oude muziek zoals Muziekkring Obrecht en Syntagma Musicum met collega Kees Otten. 
Collette schreef zelf werken voor het instrument, zo zijn bekend een Suite voor drie sopraanblokfluiten en Melodische studies voor sopraan- en altblokfluit.
Hij was tevens pedagoog op de blokfluit aan instellingen als de Muziekschool Nijmegen en het Utrechts Conservatorium en andere muziekscholen, waaronder het conservatoria van Arnhem, en Maastricht. Een van zijn leerlingen was Gerrit Vellekoop.
Collette bespeelde ook de viola da gamba, vedel en luit.
Hij overleed thuis in Meerssen en werd gecremeerd op Crematorium Nedermaas te Geleen.
- International Standard Name Identifier: 0000 0003 9306 1613
- MusicBrainz: a9945ec3-f041-4ac6-bf81-69d9d86e52a8
- Nederlandse Thesaurus van Auteursnamen: 072122633
- Virtual International Authority File: 195324913
- WorldCat: E39PCjyqX99pYmJwq77Gg4GBrq